# ナロードニキ
ナロードニキ（露: народники）は、1860年代および70年代にロシアで活動した社会運動家の総称。農民の啓蒙と革命運動への組織化により帝政を打倒し、自由な農村共同体を基礎にした新社会建設を目指した。彼らの活動はナロードニキ運動（ロシア語: народничество）として知られた。ナロードとは農民に代表される一般民衆を意味し、ロシア語の表現 "Хождение в народ"（Hozhdenie v narod, 「人民のもとへ」）に由来する。

## 歴史

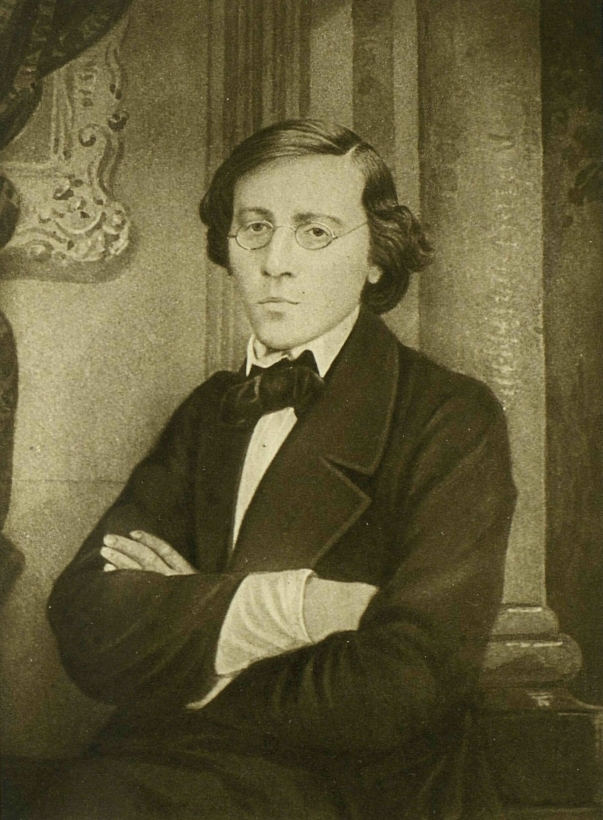
ナロードニキ運動創設者の一人ニコライ・チェルヌイシェフスキー

ナロードニキ運動は、皇帝アレクサンドル2世によって実施された農奴解放（1861年）の後に起こった。彼らの主張によれば、農奴は確かに解放されたものの、実態は賃金奴隷として売られ、地主が資産家に代わったに過ぎなかった。ナロードニキ運動はそうした現状に対抗する政治勢力として始まった。一方でナロードニキは懐旧的な理想を抱いており、旧来の土地所有制度を嫌悪したが、ロシアの共同体であったオプシチナ（ミール）から農民を追い出すことには反対していた。
彼らはまず、小作農とクラーク（自作農）の間で増していた対立に注目した。複数の運動グループが結成されていたものの、ロシア君主制と「富農」とみなされたクラークの打倒・小作農への土地の分配を目標としていた点で共通していた。ナロードニキの大部分は資本主義の段階をとばして社会主義を実現できると信じていた。ナロードニキは小作農が君主制を打倒しうる革命的階級であると判断し、村の共同体を社会主義の初期段階であると信じた。しかし同時に彼らは、歴史は傑出した人物によってのみ作られ、そうした英雄が消極的な小作農を革命に導けるのであり、小作農自身では革命を達成できないと信じていた。
ワシリイ・ヴォロンツォフ（露: Василий Павлович Воронцов、英: Vasily Pavlovich Vorontsov）は、ナロードニキやマルクス主義者といったロシア知識人に「1870年代の敏感で活発的な時代と対照的に、落ち込んだ精神的無気力から奮起し、ロシア経済発展の科学的理論を作成」することを求めた。

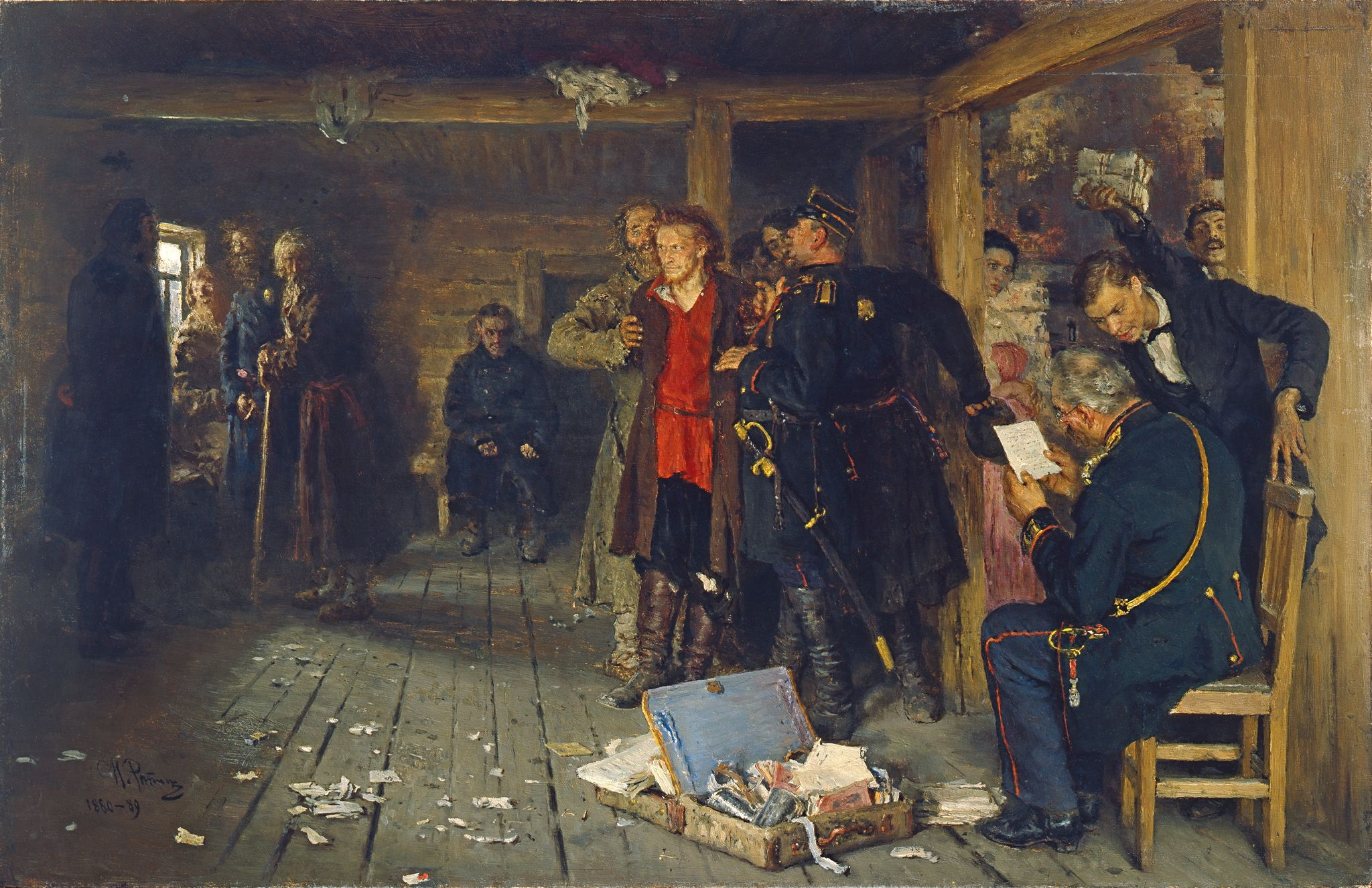
イリヤ・レーピン 『ナロードニキの逮捕』（1880年～1889年, 1892年） トレチャコフ美術館

多くのナロードニキ知識人は、哲学的、政治的議論にとどまらない即時の革命を求めた。1874年春、ナロードニキ知識人は「人民の中へ（ヴ・ナロード）」という言葉通り、都市を出て村落へ向かい、小作農らに反乱を説得して回った。しかし、彼らはほとんど支持を得ることはなかった。ナロードニキは中流以上の出身者が多かったため、ロシアの小作農に溶けこむこと自体に困難が伴った。彼らは衣装や踊りといった小作農の慣習を学ぶために時間を費やさざるをえず、また裕福なロシア人は日常においてフランス語かドイツ語を話すことが多かったため、場合によってはロシア語を学ぶ必要があった。近代化した都市部の文化から隔絶していた農民たちから不審者として扱われ、自警団に追われて農具で回復不能の暴行を受けたり、魔女と見なされて裁判にかけられ火刑に処された者も少なくなかった。ロシア帝国内務省警察部警備局はナロードニキを弾圧した。革命家と彼らを支持する小作農は殴打され、収監され、そして追放された。1877年、ナロードニキは数千の小作農の支持を得て反乱を起こしたが、ただちに容赦なく鎮圧された。
この弾圧に対して、ロシア初の革命グループ「人民の意志」が組織された。このグループは秘密結社主導のテロリズムを支持し、それを「改革のために政府に圧力をかける手段、大きな小作農の反乱の火を起こす火花、そして体制側の革命家に対する暴力の行使に対する避けられない報復」として正当化している。

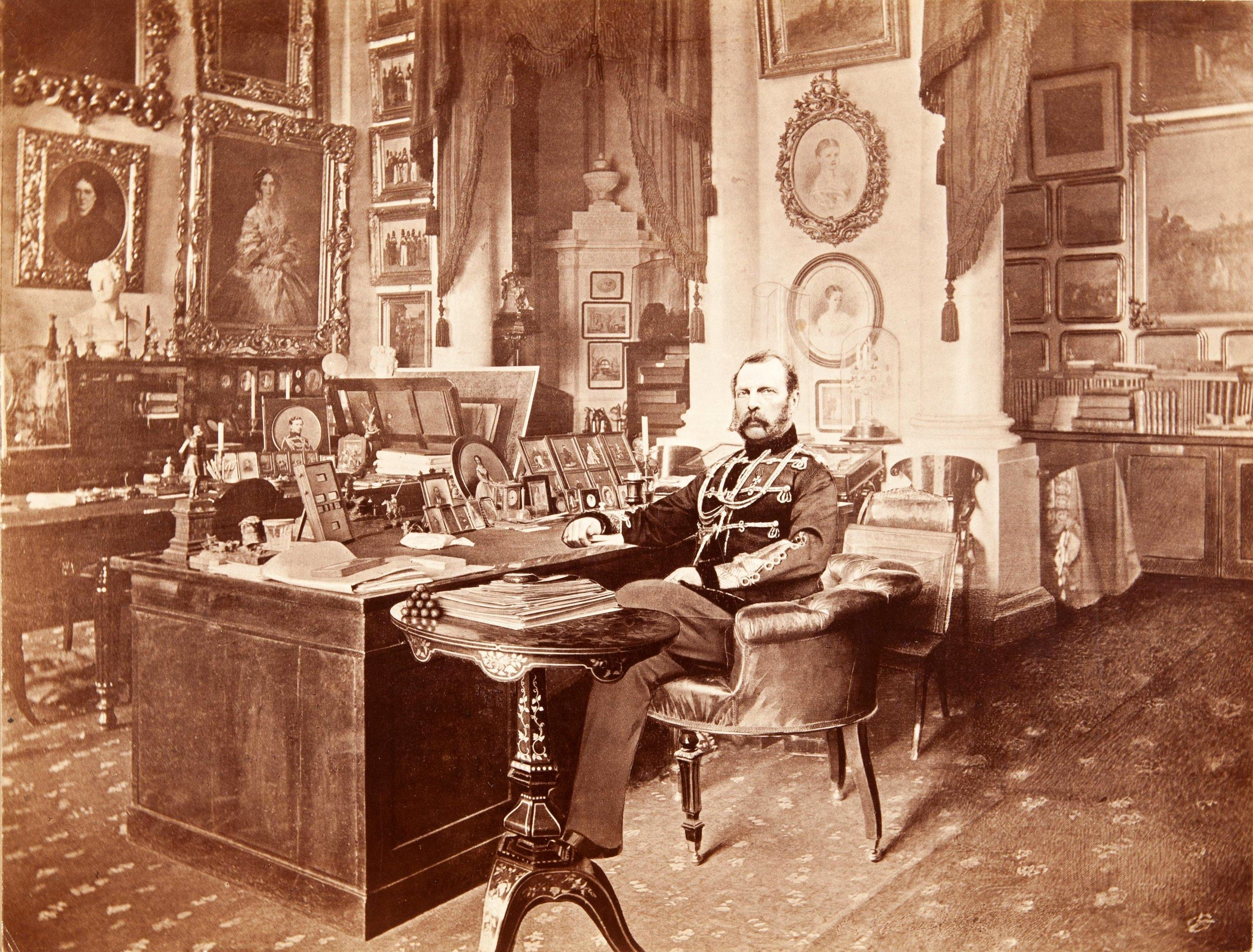
皇帝アレクサンドル2世

皇帝を小作農によって倒す企ては、小作農が皇帝を「彼らの側の」人物として偶像化していたため失敗した。そこで彼らは、皇帝が神懸ったものではなく殺害できる存在であることを小作農に示すために、テロリズムの実施を拡大させた。「直接闘争」と呼ばれたこの理屈は「政府に対する闘争の可能性の実証を連続させ、この方法で人民の革命精神、さらにその理論の成功に対する信頼を高揚し、そして戦える手段を組織する」ことを示す意図があった。1881年3月13日（3月1日、ユリウス暦）、彼らはアレクサンドル2世の暗殺に成功した。しかし、小作農が概してこの殺人に怖気づいたことに加え、政府は多くの「人民の意志」の主導者を絞首刑に処したことにより、グループの組織は衰弱と機能不全を招き、活動は短期的に停滞してしまう。
しかしながら、こうした成り行きは運動を終了させることはなかった。後の社会革命党、人民社会党、トゥルドーヴィキ（Trudoviks）はナロードニキと同様の思想と戦術を採用した。このためナロードニキの方針と活動は、1905年と1917年のロシア革命への道筋を開いたものと評価されている。

## ロシア国外への影響

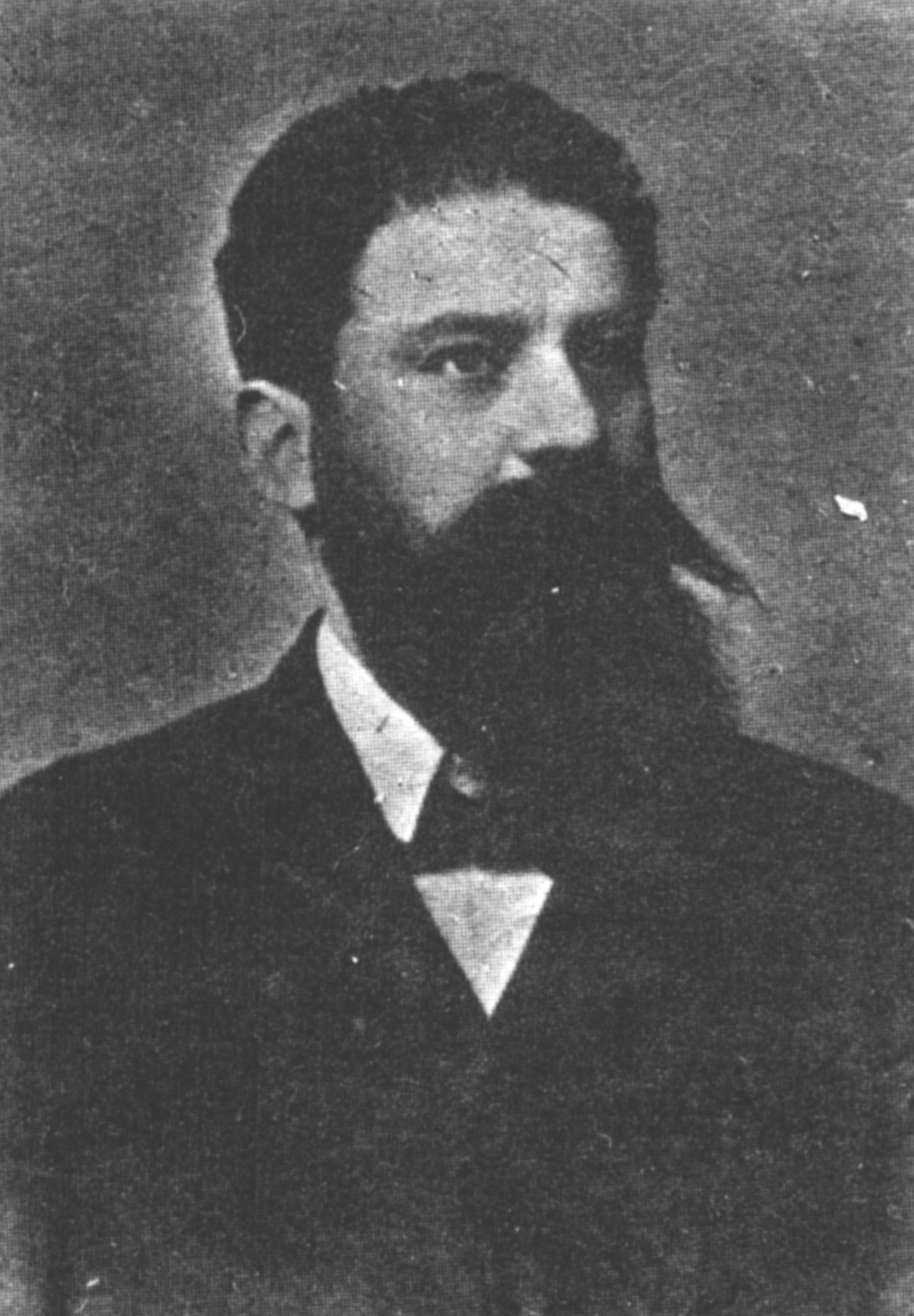
コンスタンティン・ステール

ナロードニキ運動は、コンスタンティン・ドブロジァーヌ・ゲレア（Constantin Dobrogeanu-Gherea）の作品とベッサラビア生まれで若い時には「人民の意志」のメンバーであったコンスタンティン・ステール（Constantin Stere）の支援運動を通して、ルーマニアの政治と文化に直接の影響を及ぼしている。ステールが設立を助けた各種の団体には、ステール、ガラベト・イブレレアーヌ、Garabet Ibrăileanuおよびポール・ビュジョール（Paul Bujor）が先導した文芸雑誌「ルーマニア人の生活」（Viaţa Românească）に関係するものもあった。
ステールとPoporanist（ルーマニア語の「人々」という意味の”popor”に由来し、ナロードニキという語の起源を反映している）の運動は結局共に革命を拒否している。それでも彼はマルクス主義の枠内の主張ではあったが、資本主義は農業国の発展に必要な段階ではないというナロードニキの意見を共有し、この考え方はVirgil Madgearuの哲学とともにIon Mihalacheの小作農党（Peasants' Party）、そしてその後身である国民小作農党（National Peasants' Party）に受け継がれるものであった。

## レーニンによるナロードニキ運動の評価
ウラジーミル・レーニンの定義によると、ナロードニキ運動は「ナロードニキ運動によって我々は以下の三つの部分からなる見識の体系を示した」。
1. ロシアの資本主義が悪化、後退を示しているとの認識。ゆえに資本主義による古い基盤の崩壊を「遅らせたい」、「止めたい」、「防ぎたい」などとする主張と願望が反動主義者によって叫ばれる。
2. ロシアの経済システム全般、そして小作農は特に村落のオプシチナ（共同体、Obshchina）、アルテリ（協同組合、Artel）の存在によって例外的特徴を有するという認識。異なる社会的階級、及びその階級間の抗争に関した現代の科学によって完成された概念をロシアの経済に当てはめる必要があるとは考えられない。村落のオプシチナ共同体の小作農は高等であり、資本主義よりは良いものと考えられるが「資本主義の基盤」を理想化する傾向がある。あらゆる生活必需品と資本主義経済における矛盾の特徴が小作農層に存在することは否定されるか、あるいはまともに論議されることもない。これらの矛盾とそれが資本主義産業及び資本主義農業の分野でより発展した形との間になんらかの関係があることが否定される。
3. 一方には「知識人」と国の法的及び政治的機関、もう一方には特定の社会的階層の物質的欲求という間の関係が無視されている。この関係の否定には、これら社会的要因に対する唯物論者による説明が欠如し、そのことから「もうひとつの方針に沿った歴史を引き出す」こと、あるいは「その進路を変更」することなどができる力を示すものであるという認識が導かれる[7]。

## 関連文献
- 旭季彦（1991年）『ナロードニキ運動とその文学』、新読書社。ISBN 4788070146